# Uniforme escolar

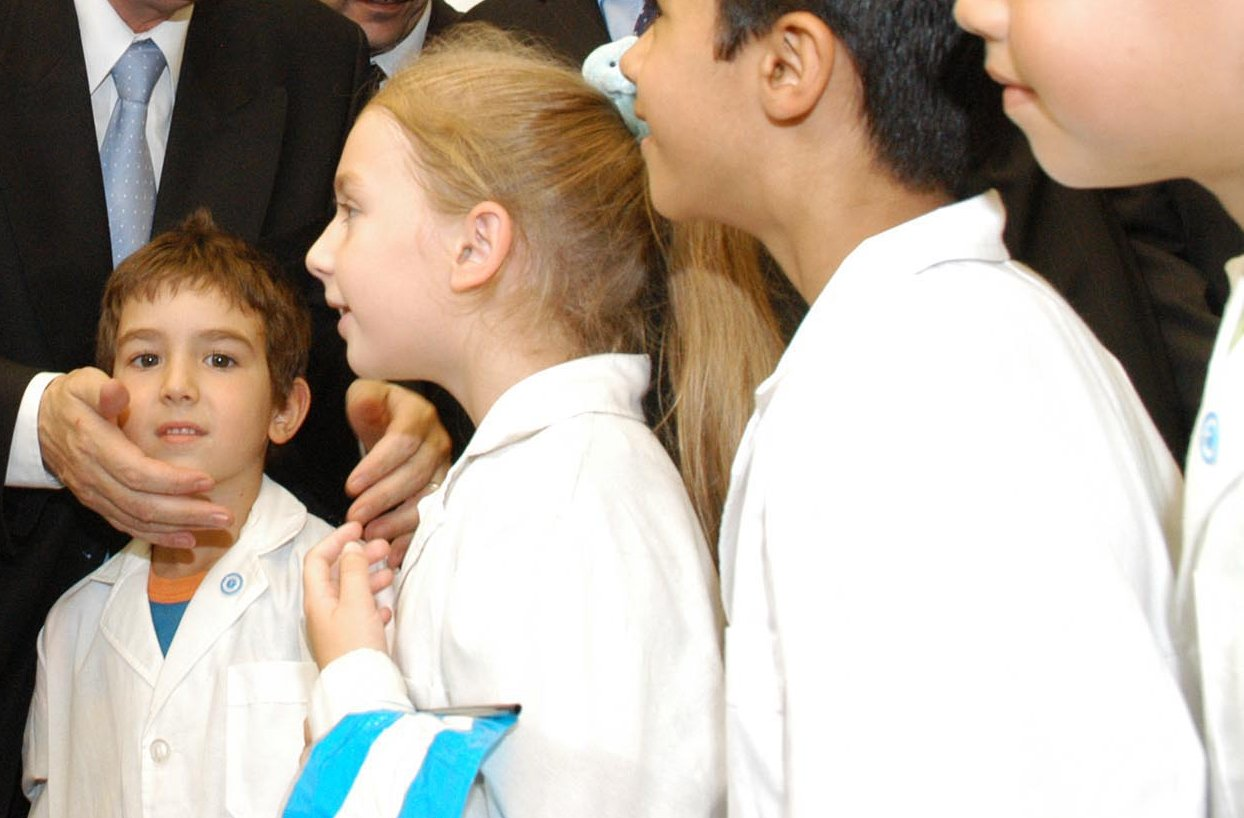
Estudiantes con el clásico delantal blanco de la escuela pública argentina.

El uniforme escolar, guardapolvo, mandilones o delantal es una indumentaria peculiar y distintiva, utilizada por el alumnado de algunos centros educativos, que consideran su uso obligatorio. Su diseño y uso varía según el país, su clima y sus costumbres.

## Historia

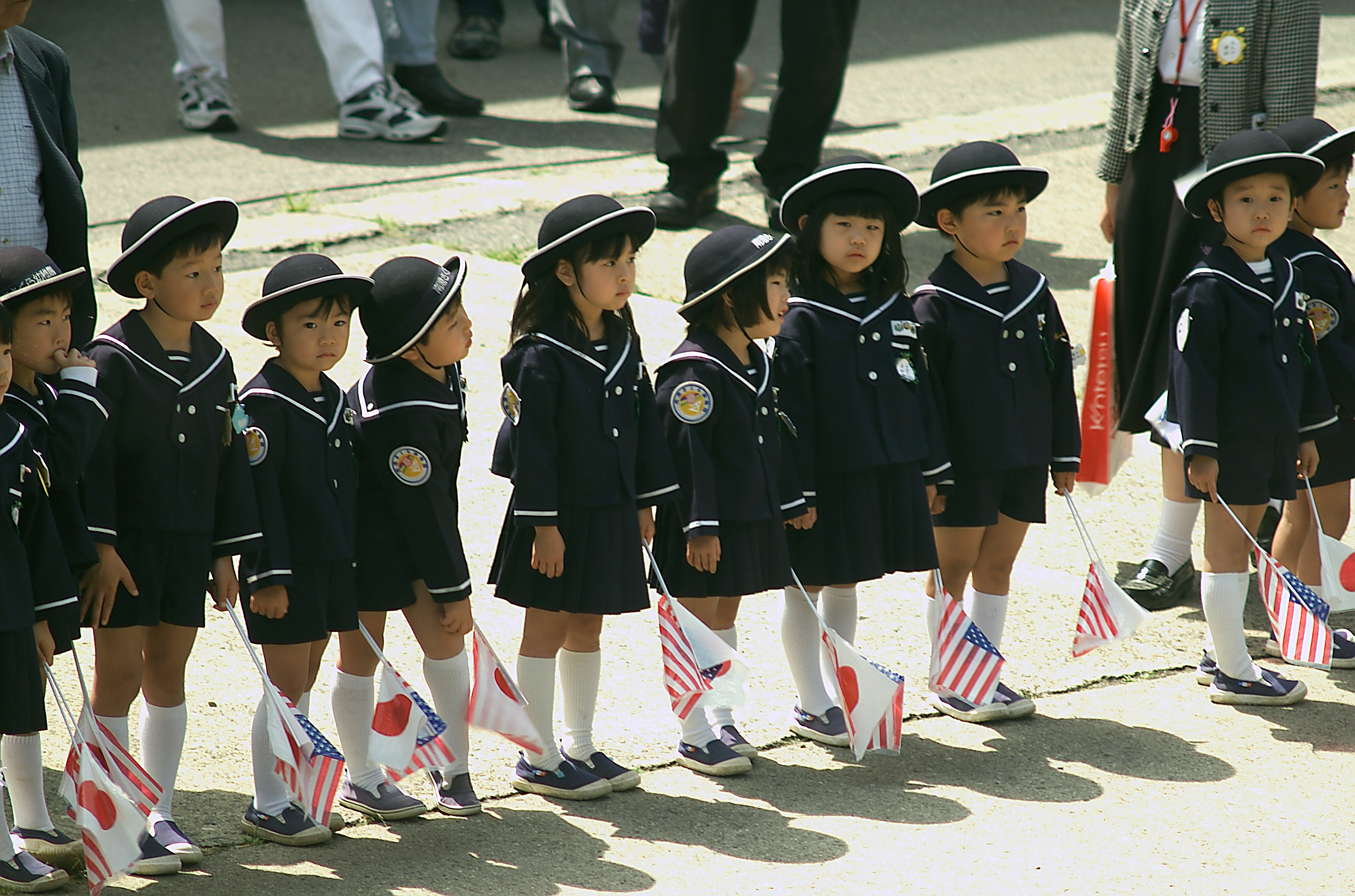
Niños japoneses de educación preescolar en el uniforme escolar japonés.

Su origen está en los centros de educación regentados por órdenes religiosas católicas. Sus responsables decidieron establecer una única indumentaria para los alumnos, con el fin de fomentar la humildad de los estudiantes, dar identidad y no hacer distinciones entre ellos por la variedad y calidad de sus ropas, distintivas de la capacidad económica de las familias de distintas clases. La idea perseguía también hacer más asequible la indumentaria de los escolares, al tratarse de prendas que combinaban la duración con la facilidad y economía de su mantenimiento.

## Diseño

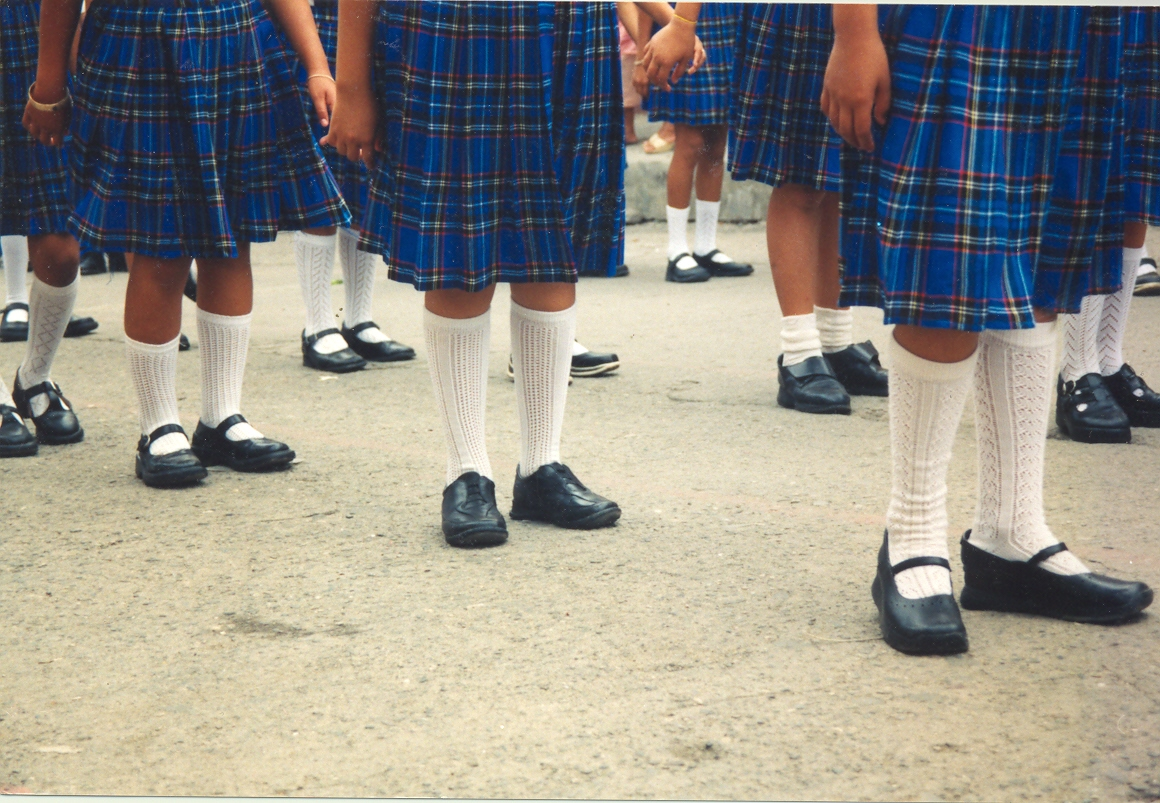
Alumnas uniformadas de una escuela de primaria en Caracuaro, México.

Ese origen marca las características generales de los uniformes escolares, basados en falda por debajo o a la altura de la rodilla para las niñas y pantalones grises largos para los niños, sin embargo, ambos sexos con camisas o polos, en este caso de 2 o 3 botones. Para el sexo femenino también se utiliza una prenda llamada jumper la que consiste en ser un vestido sin mangas que se usa por encima de la prenda ya sea camisa o polo, en función de la edad, camisas o polos lisos, prendas de punto en forma de jersey de pico para los chicos y chaqueta abotonada para las niñas. En algunos casos, ya prácticamente inexistentes, se exigía un tocado para los alumnos en forma de sombrero o gorra. Excepciones de uniformidad en muchos casos eran los zapatos y la prenda de abrigo exterior. Para los primeros solamente se prescribía el color y tipo de horma, siendo libre para la segunda.
En muchas ocasiones, al uniforme escolar de estancia en el colegio hay que añadir la indumentaria deportiva que también se rige por criterios de uniformidad e identificación del centro educativo. 
En la actualidad, el uniforme escolar está implantado, por lo general, en centros privados hasta niveles de enseñanza obligatoria. Su mantenimiento y objetivos han generado comentarios diversos a lo largo del tiempo, unidos a un rechazo cada vez mayor entre los escolares, generalmente adolescentes, que se ven influidos por los dictados de la moda y el consumismo para oponerse a una vestimenta que les impide llevar la moda y los "íconos" del momento en su vida escolar.

## Uso por país

Uso de uniformes escolares por estado
Los uniformes están muy extendidos
Los uniformes generalmente no están presentes

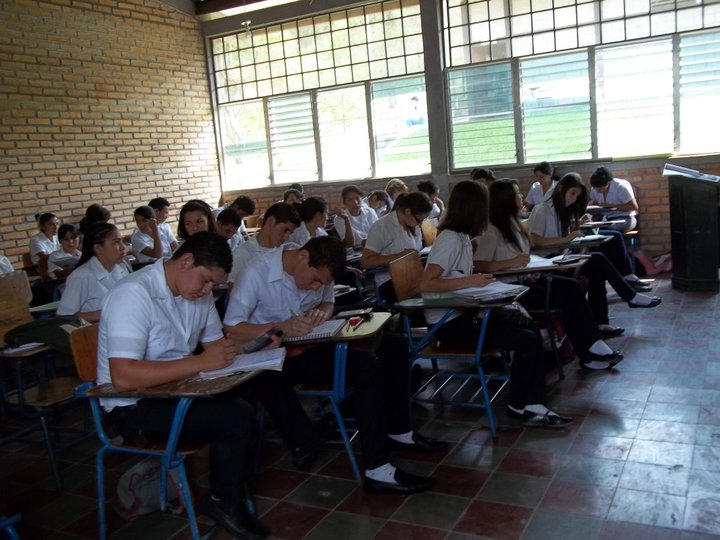
Alumnos de secundaria con el uniforme escolar hondureño.

En los Estados Unidos los uniformes escolares son de uso poco frecuente, aunque algunos colegios los implementan.
En la República Argentina se impuso en la educación oficial por iniciativa de una maestra, Matilde Filgueiras, quien promovió el uso del guardapolvo blanco que se generalizó en 1918 y tornó obligatorio en 1942.
En Perú se usa diversidad de uniformes según el colegio y la región. El anterior uniforme único gris creado en los años 70 está casi en desuso
.

### Uniforme por país
- Guardapolvo escolar blanco (Argentina)
- Uniforme escolar chileno
- Uniforme escolar hondureño
- Uniforme escolar inglés
- Uniforme escolar japonés
- Uniforme escolar venezolano

## Galería

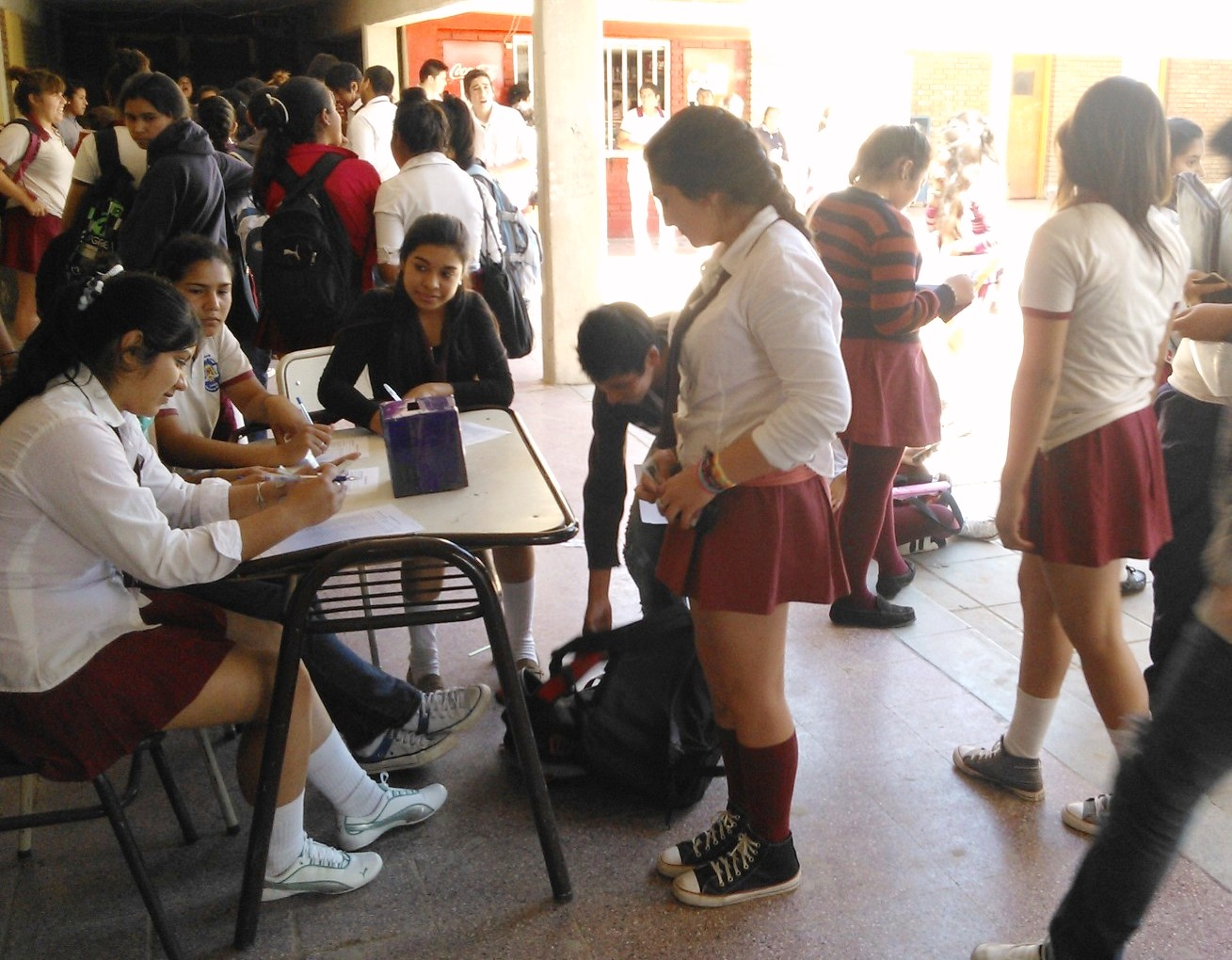
Alumnas argentinas de secundaria en uniforme escolar.
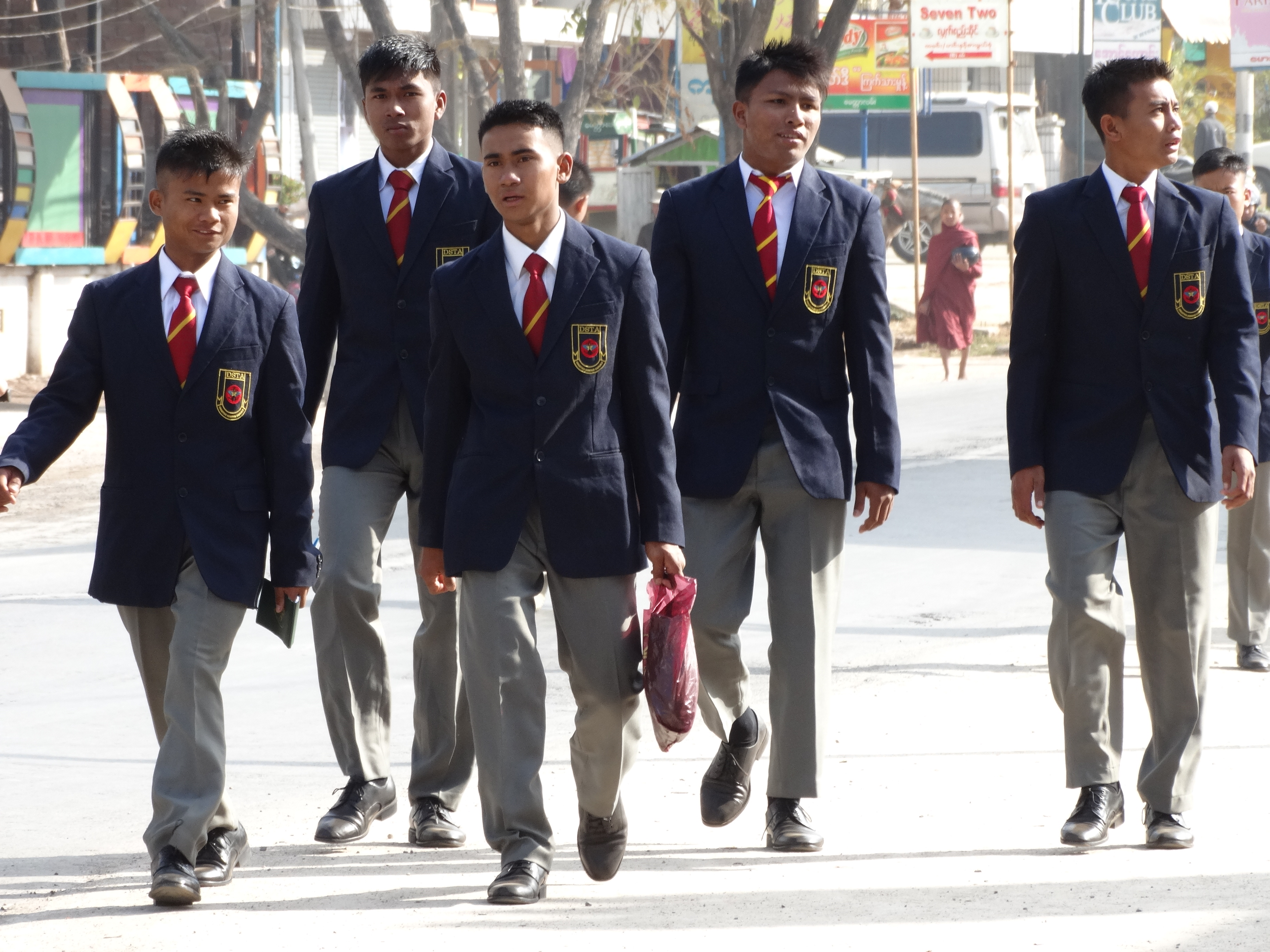
Chicos de Birmania en su uniforme de secundaria con chaqueta y corbata.
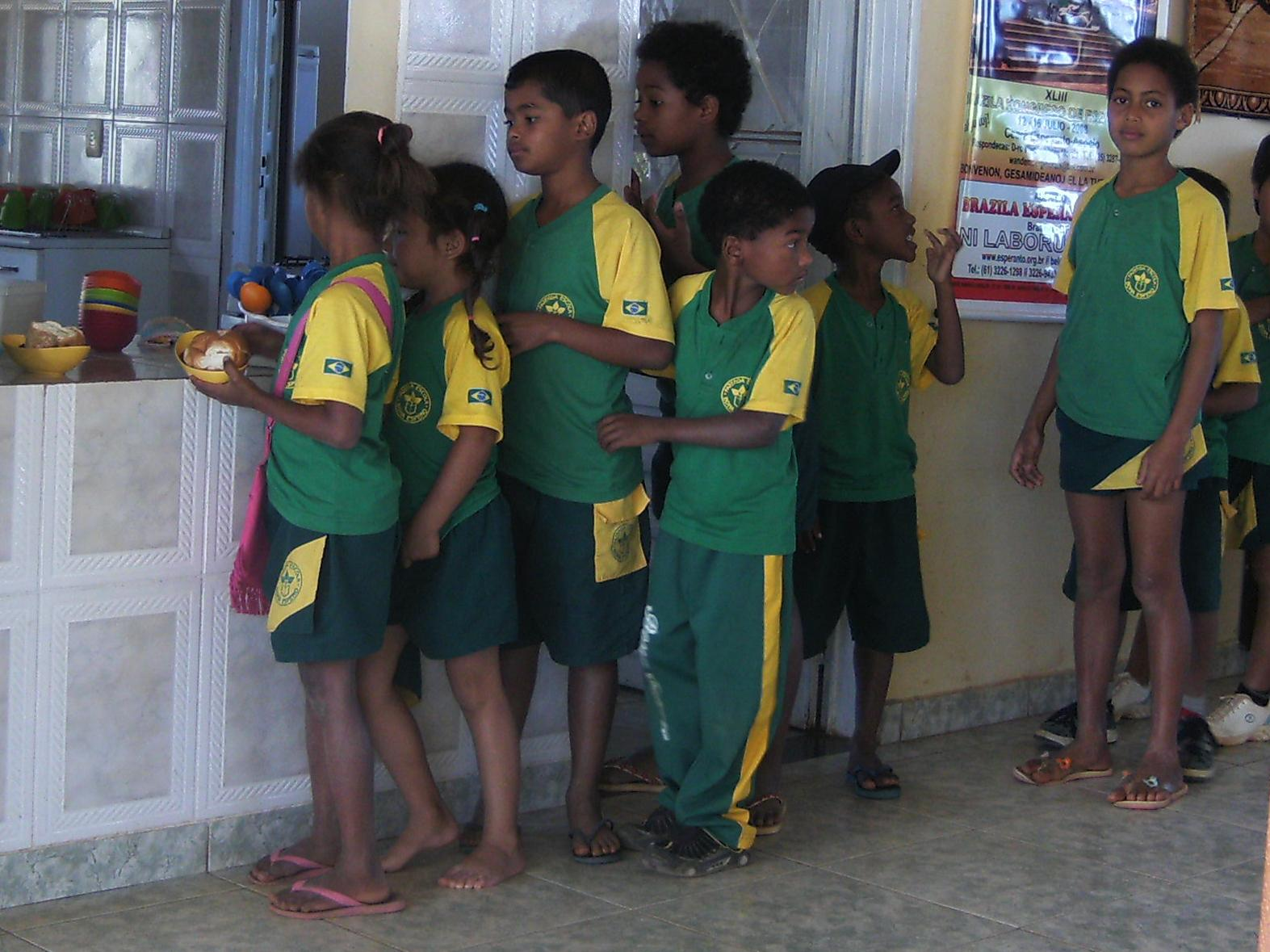
Niños brasileños con el uniforme escolar deportivo.
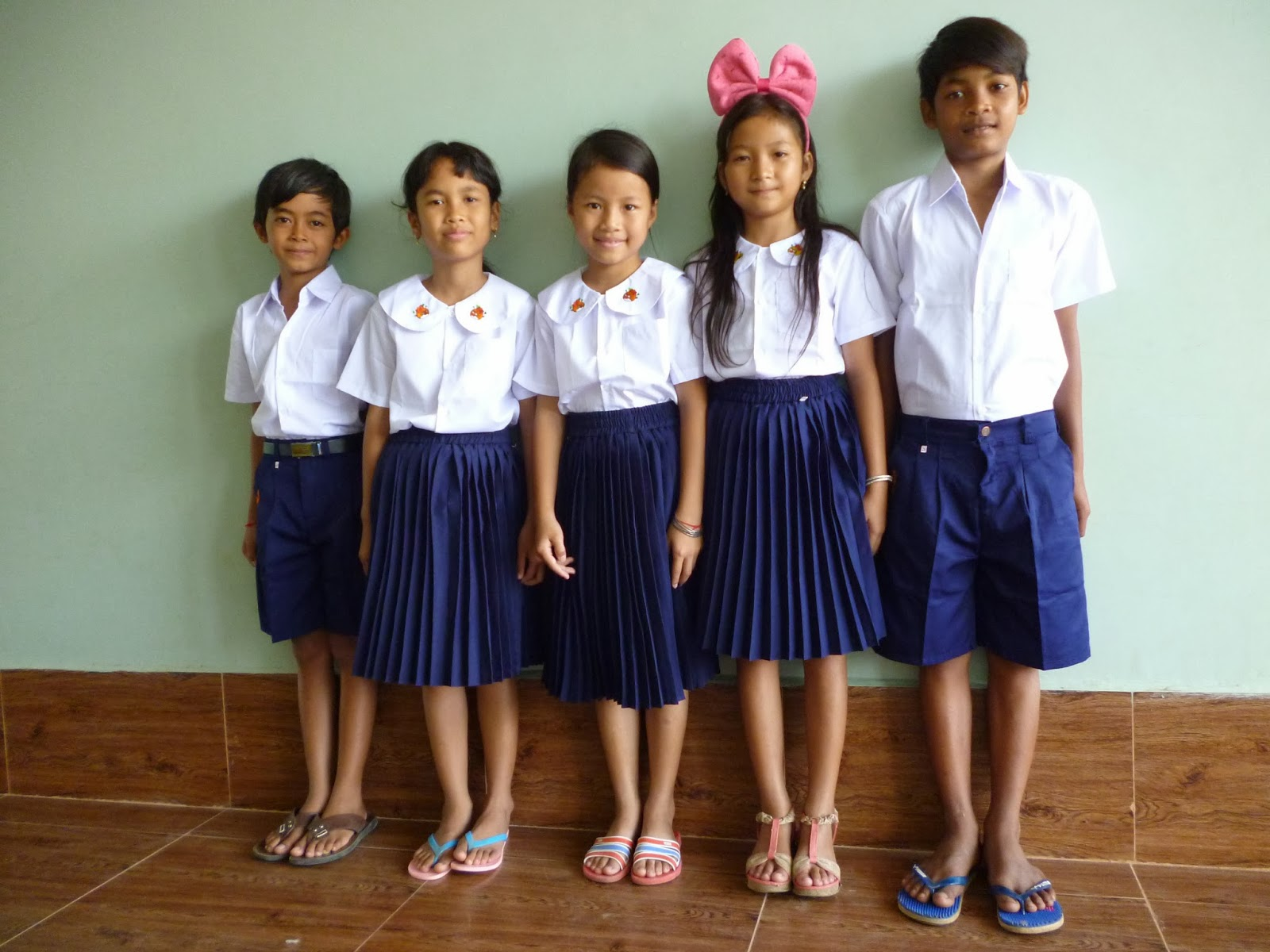
Niños en Camboya en uniforme.
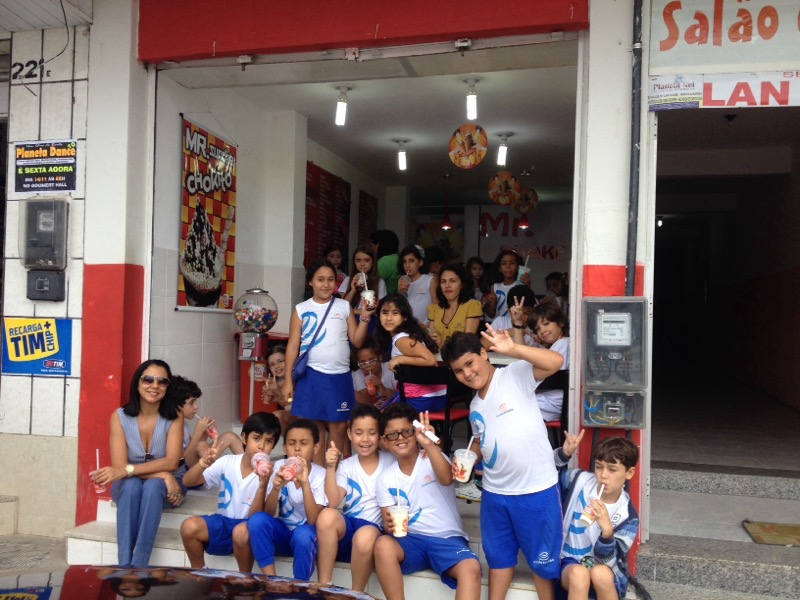
Alumnos colombianos en un uniforme escolar deportivo.
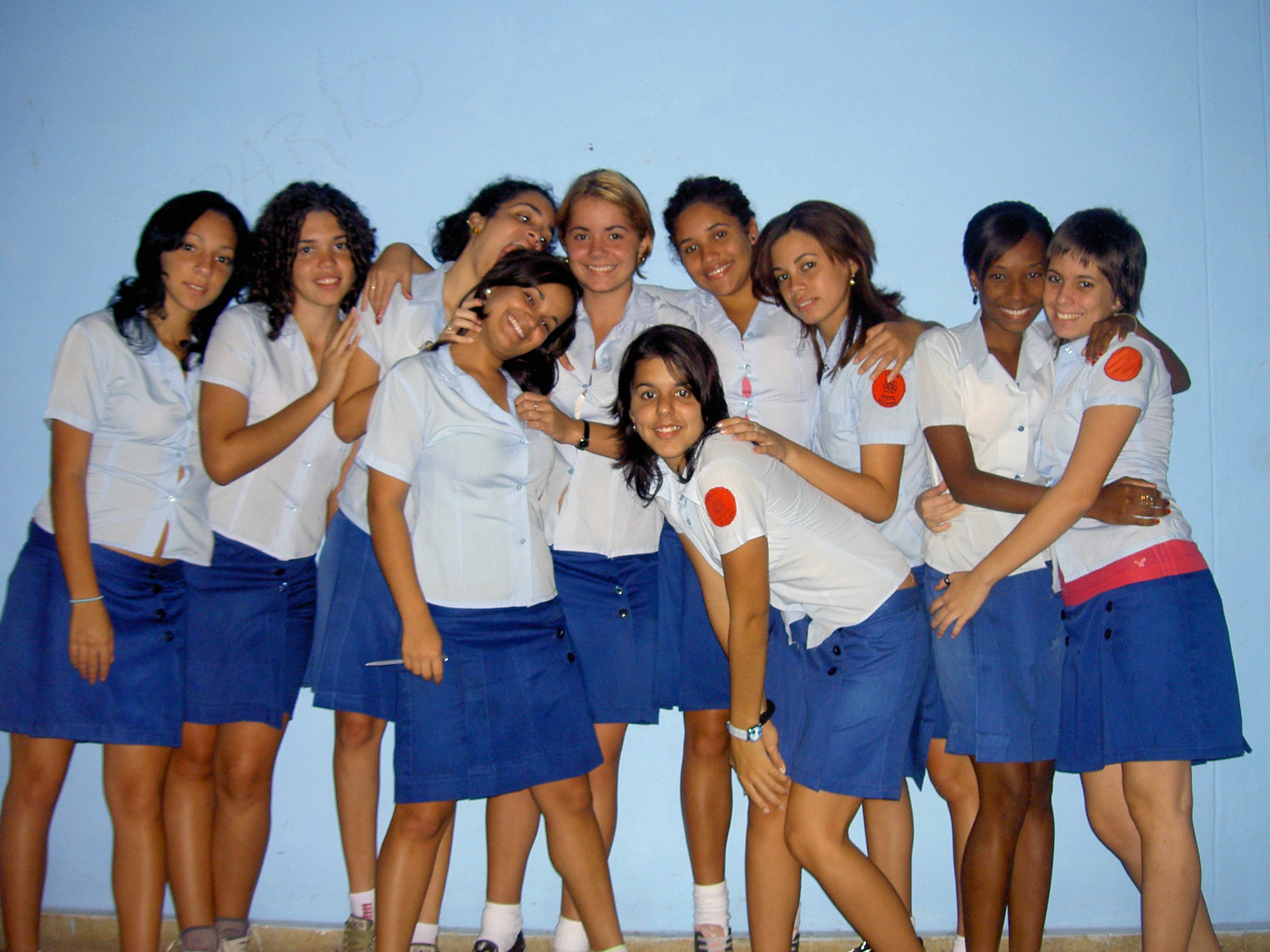
Alumnas cubanas de secundaria en el uniforme escolar cubano.
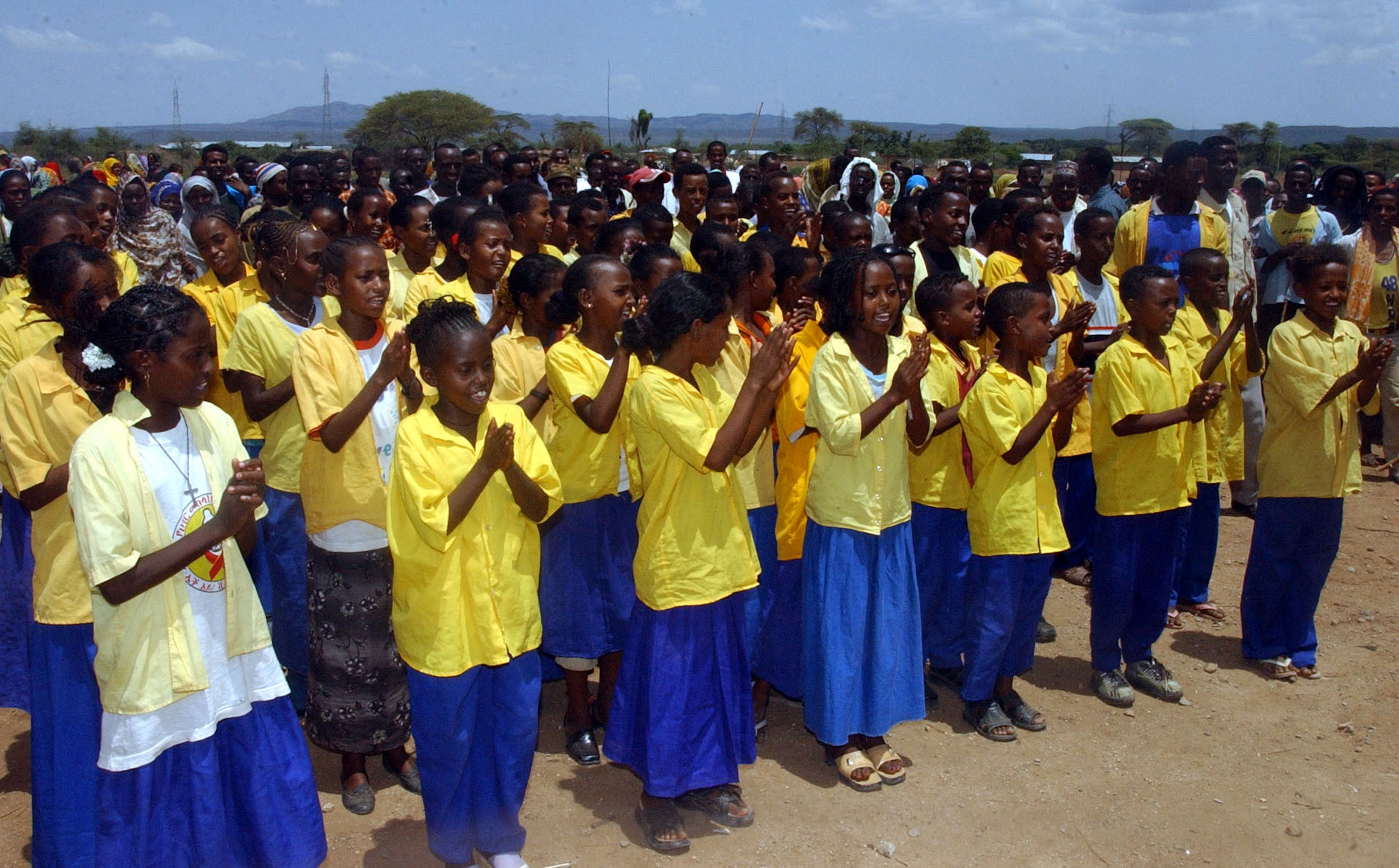
Niños etíopes en uniforme escolar.
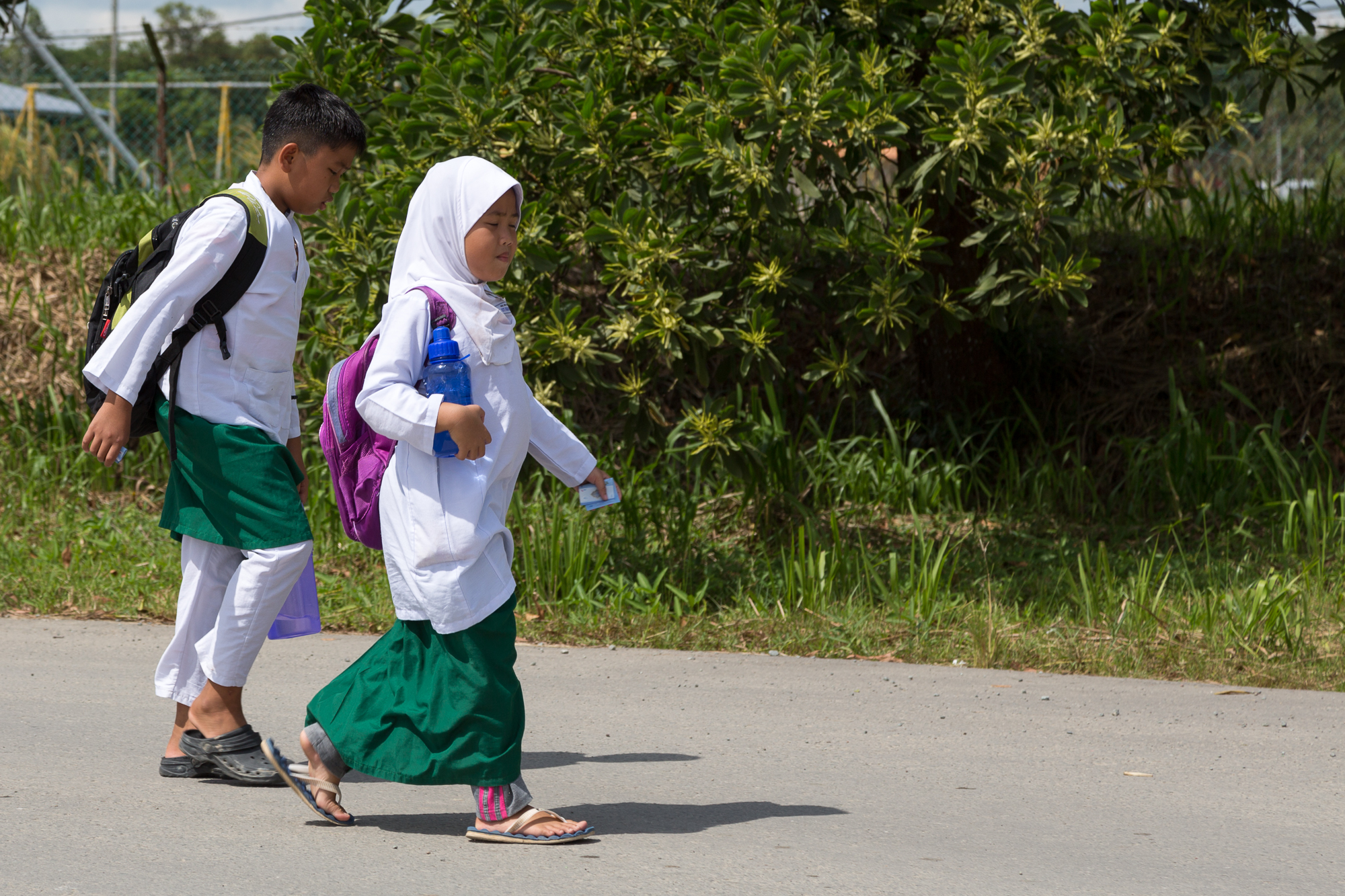
Niños malayos de preescolar en uniforme escolar.
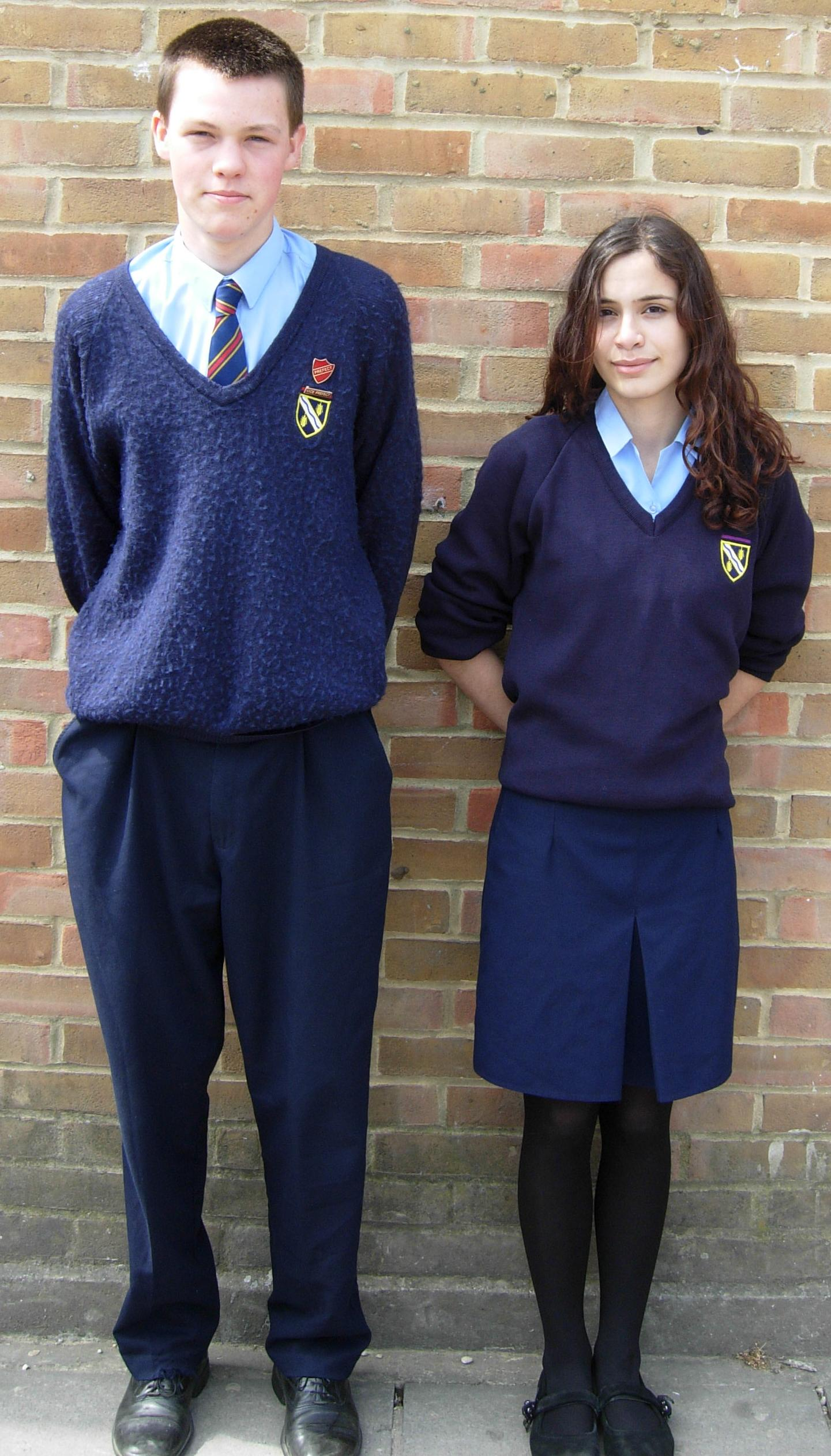
Estudiantes del Reino Unido en el uniforme escolar inglés.
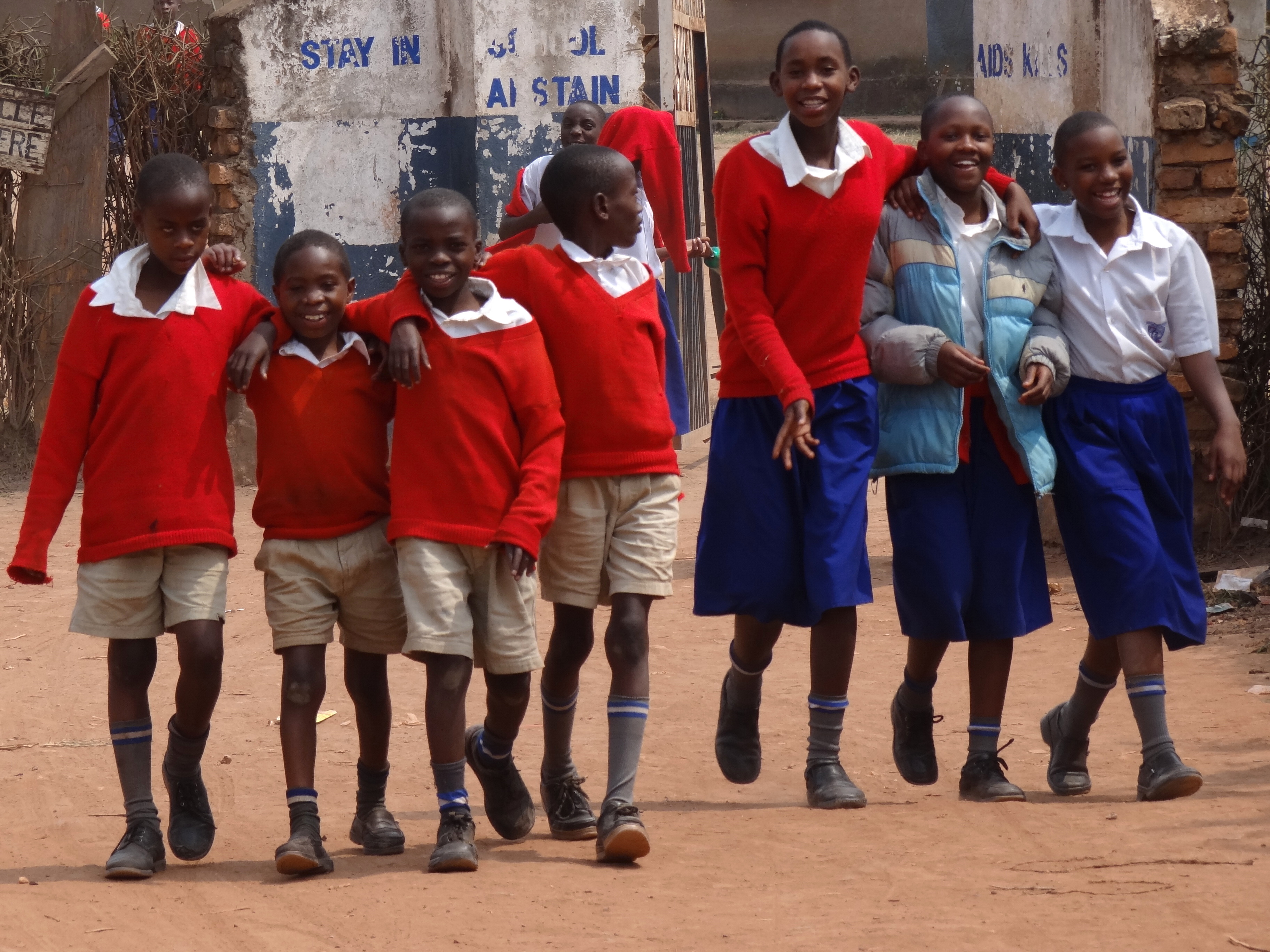
Chicos con el uniforme escolar de Ruanda.
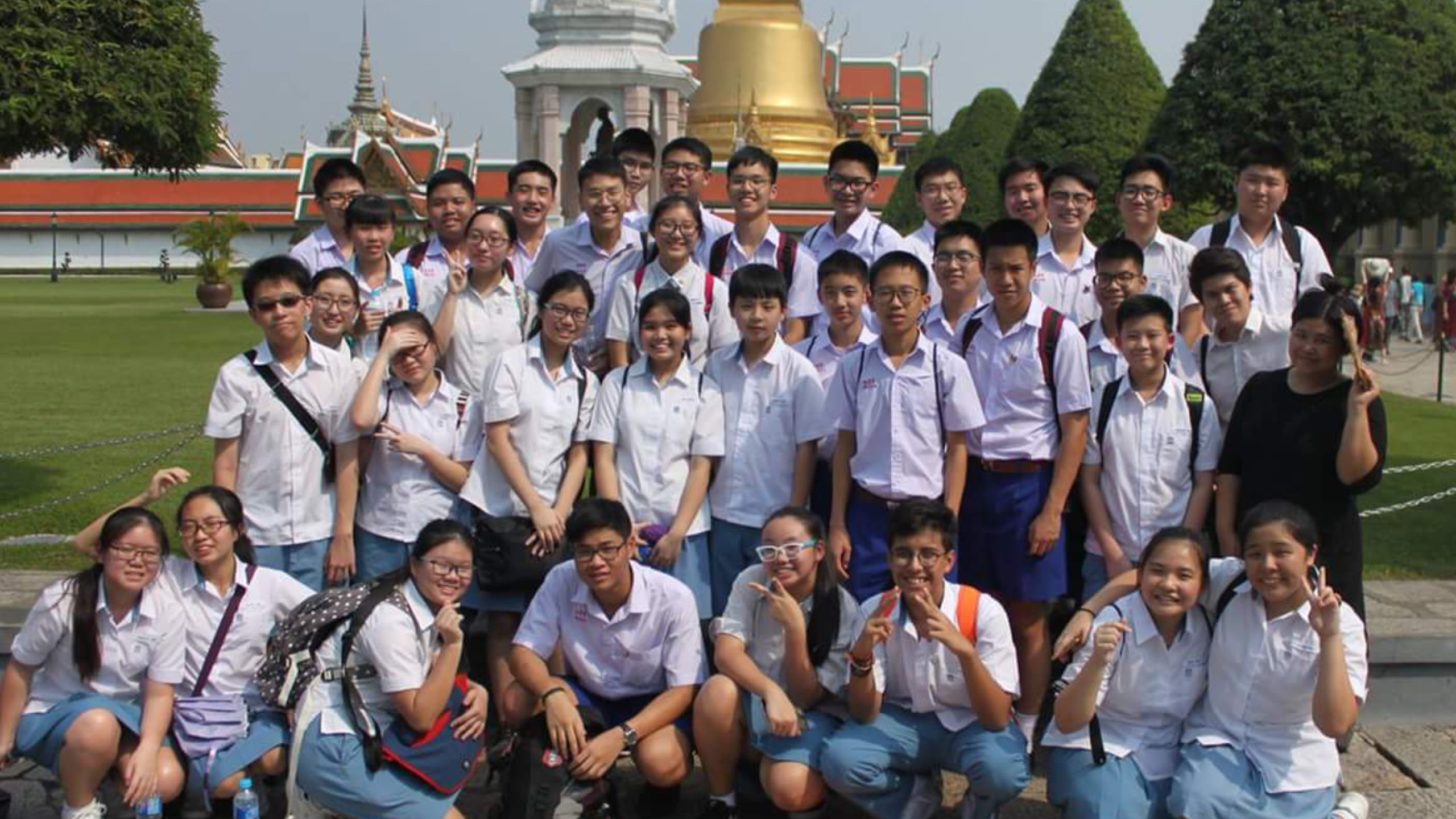
Alumnos tailandeses y singapurenses en uniforme escolar.
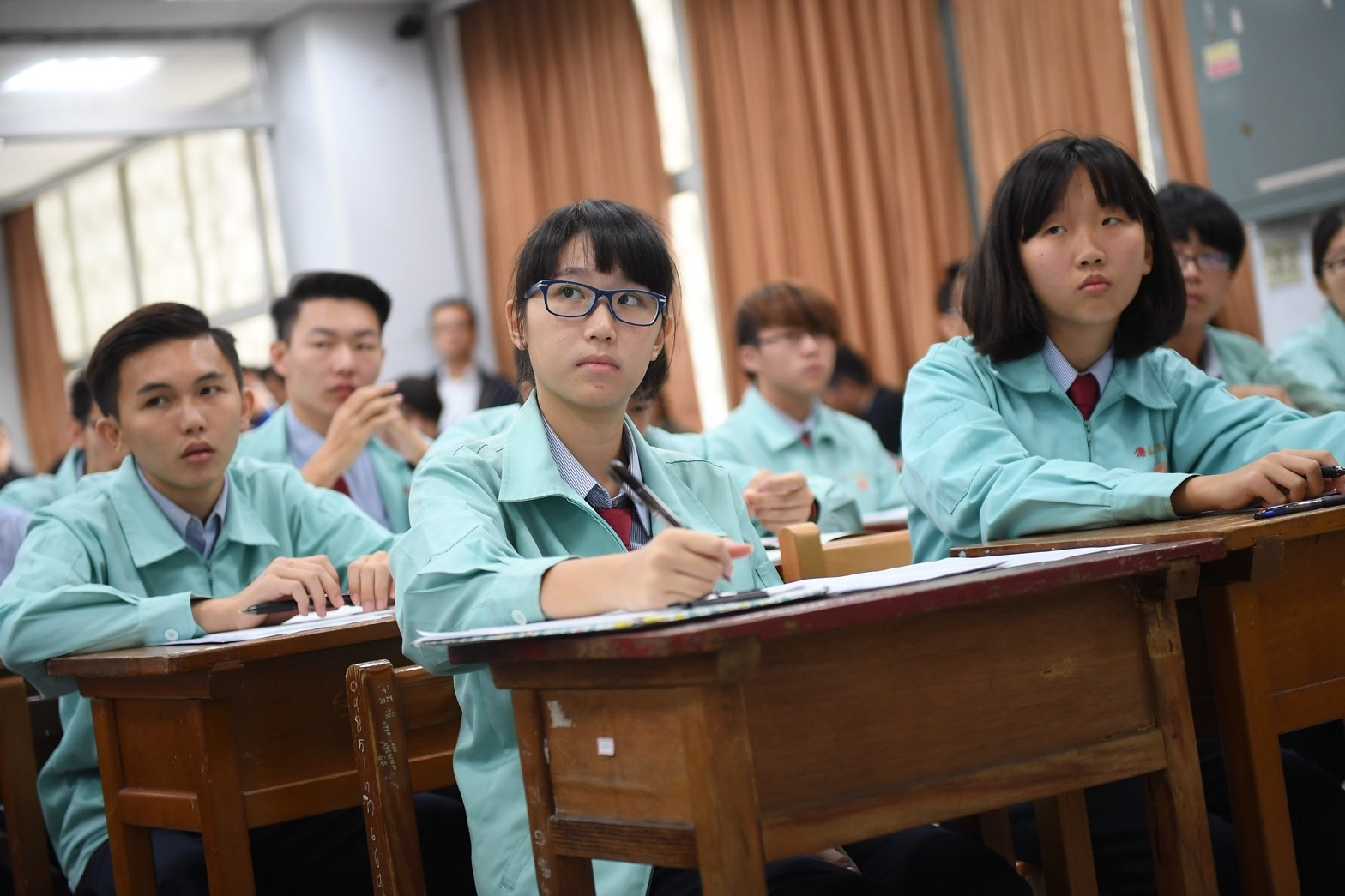
Alumnos taiwaneses de secundaria en su uniforme escolar con batas de color turquesa.